# Vườn quốc gia Dorrigo
Vườn quốc gia Dorrigo là một vườn quốc gia ở bang New South Wales (Úc), cách 580 km phía bắc thành phố Sydney trên đường Dome, bên kia xa lộ Waterfall Way, và cách 5 km phía đông thành phố Dorrigo.
Vườn quốc gia này là một trong các vườn quốc gia thuộc khu vực Các rừng mưa Gondwana của Úc - một di sản thế giới của UNESCO. Vườn này là khu rừng mưa cận nhiệt đới, có nhiều đường mòn cho phép những người đi bộ xa tham quan các thác nước của vườn và cảnh quan vùng đồng bằng duyên hải.
Một địa điểm đáng chú ý của vườn là Skywalk, một cây cầu hẹp dành cho người đi bộ. Cây cầu có chiều cao vượt các ngọn cây, do đó người ta có thể quan sát các sinh hoạt của các loài chim trong vườn.

## Hình ảnh

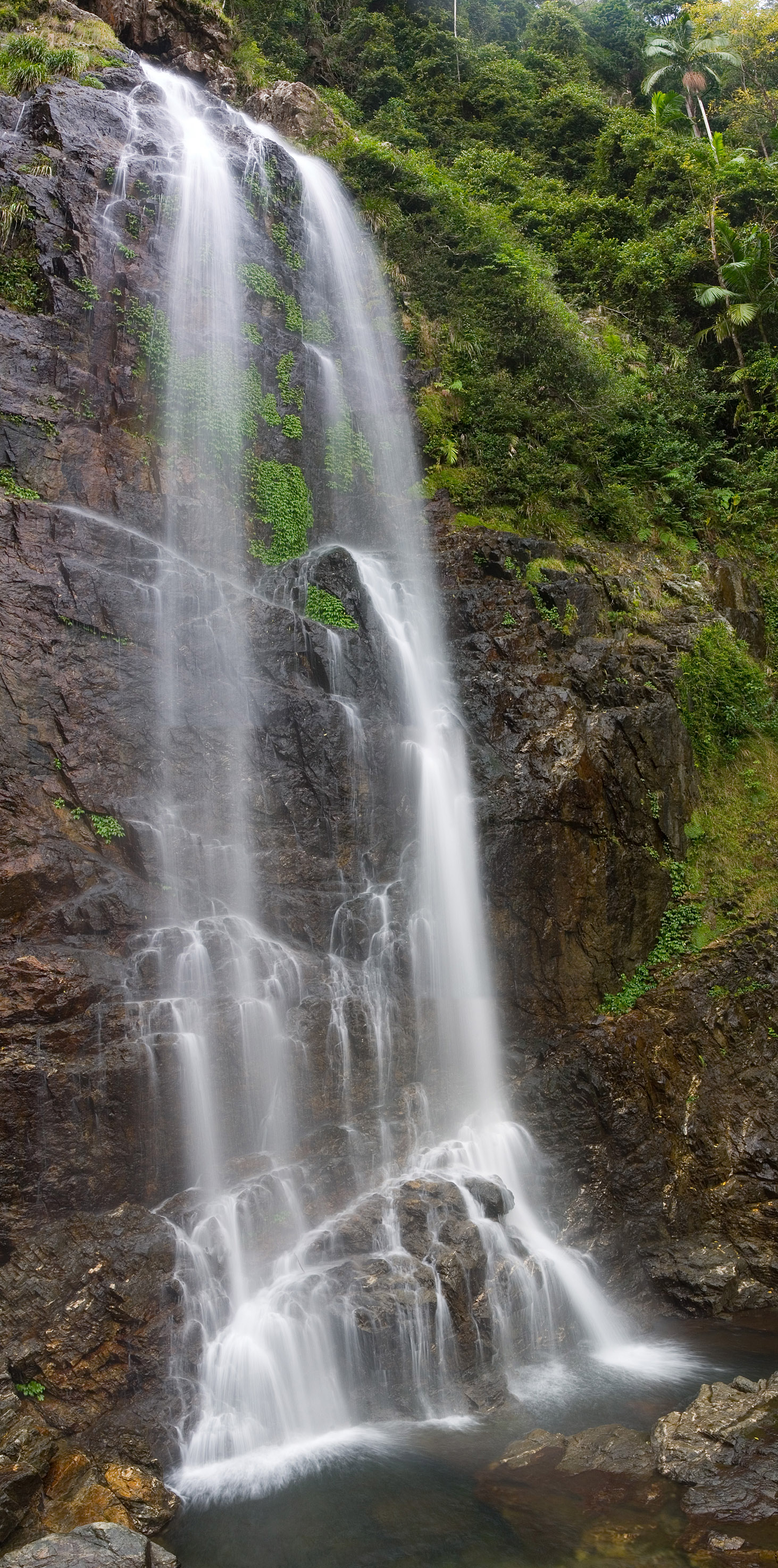
Thác Red Cedar, một thác nước tại Rosewood Creek Track.
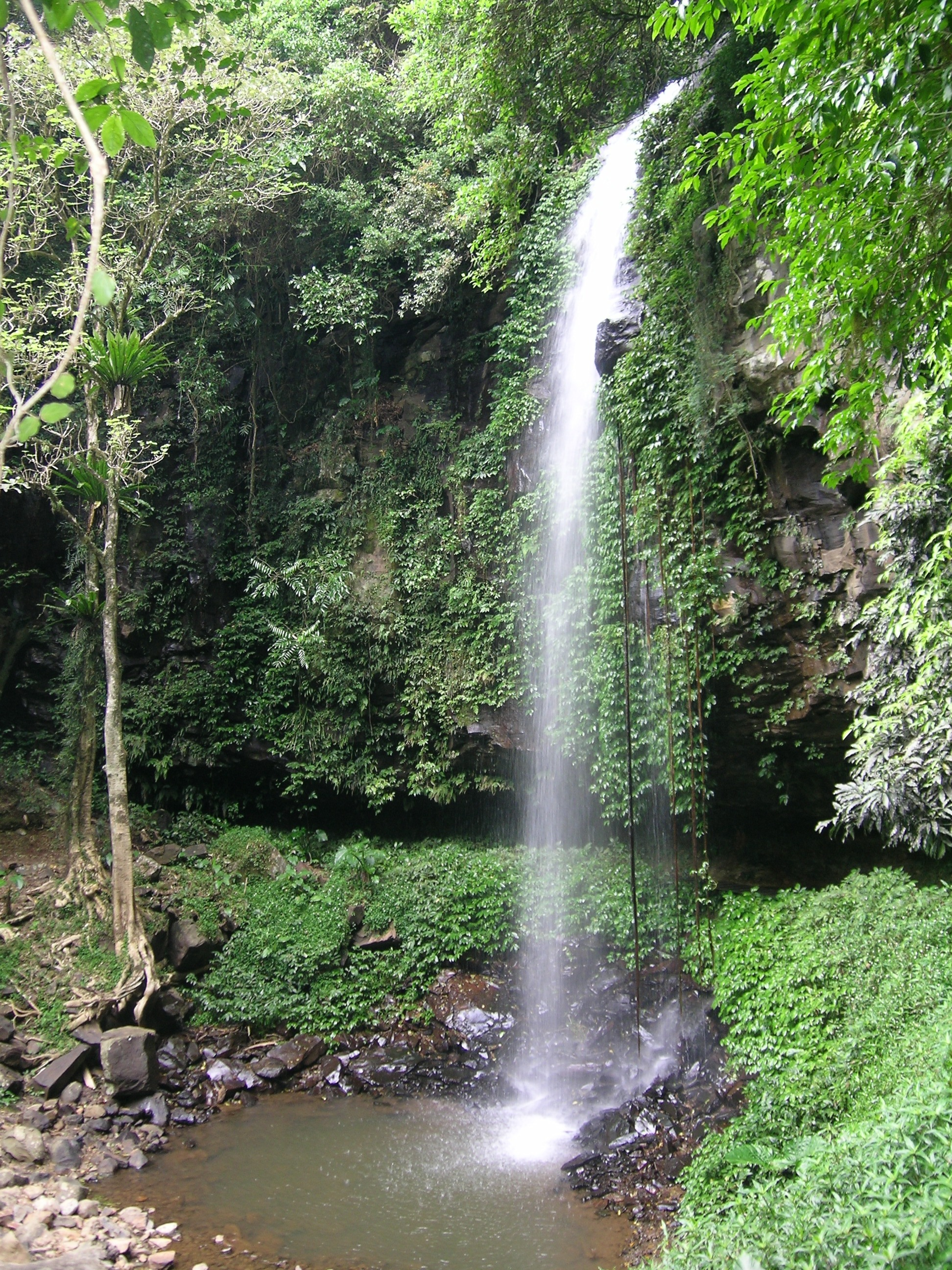
Thác Crystal tại Wonga Walk
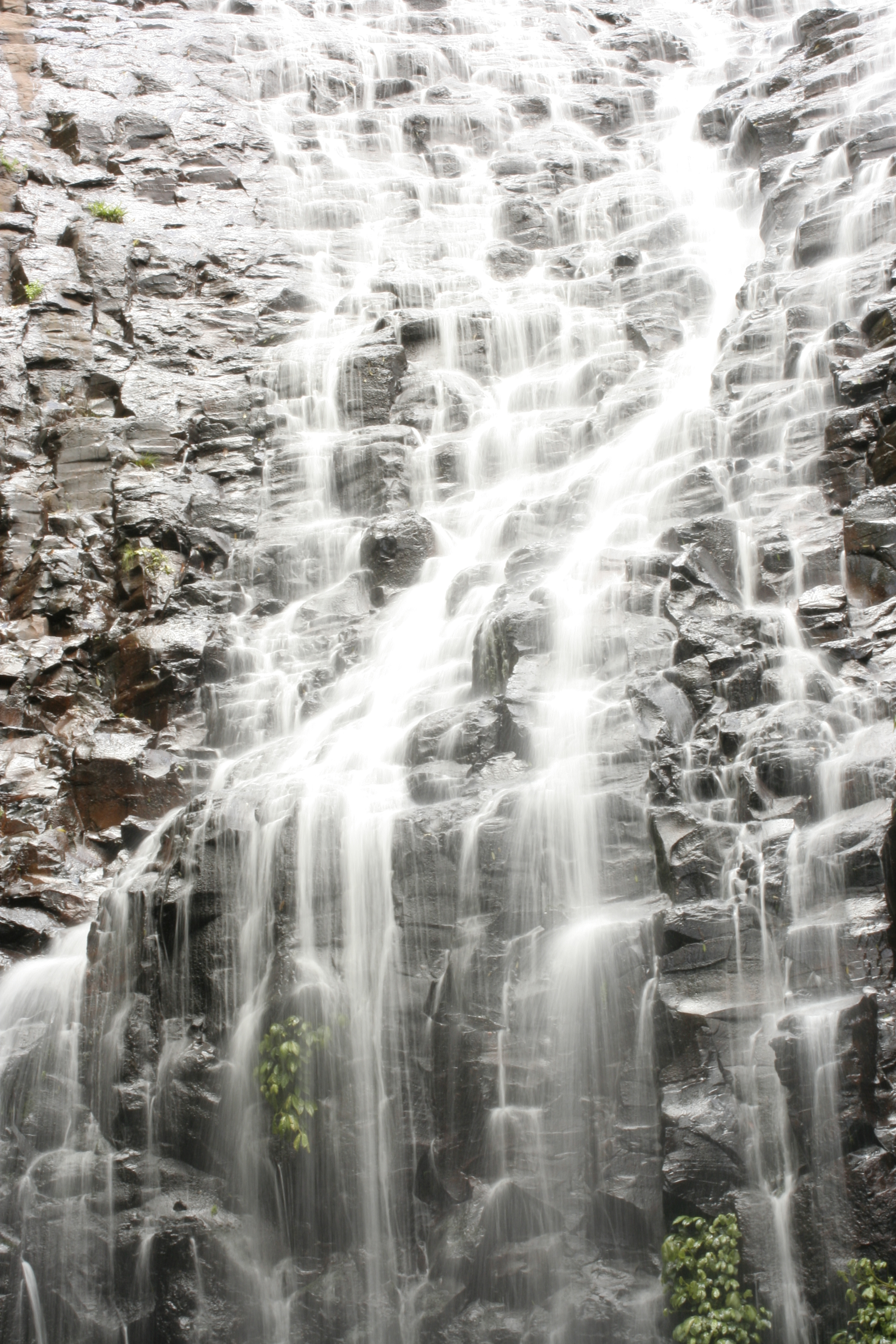
Thác Tristania Falls tại Wonga Walk